# Jessica Schwarz
Jessica Schwarz (n. 5 mai 1977, Michelstadt) este o actriță și moderatoare germană. În anul 2009 i se acordă Premiul Bambi.

## Filmografie
- 2000: München – Geheimnisse einer Stadt
- 2001: Nichts bereuen
- 2002: Die Freunde der Freunde
- 2003: Im Labyrinth (film de scurt metraj, Regie: Barbara Miersch)
- 2003: Kalter Frühling
- 2003: Verschwende deine Jugend
- 2004: Quito als
- 2004: Tatort (579) – Teufel im Leib
- 2004: Kammerflimmern
- 2005: Die Wilden Hühner
- 2006: Parfumul: povestea unei crime (Perfume: The Story of a Murderer)
- 2006: Der Rote Kakadu
- 2006: Der Liebeswunsch
- 2006: Lulu
- 2007: Ich wollte nicht töten
- 2007: Die Wilden Hühner und die Liebe
- 2007: Reine Geschmacksache
- 2007: Nichts als Gespenster
- 2007: Warum Männer nicht zuhören und Frauen schlecht einparken
- 2008: Buddenbrooks
- 2009: Die Wilden Hühner und das Leben
- 2009: Romy
- 2009: Die Tür